# Paperte
Une paperte ou paperty (en latin : pars aperta, partie ouverte ; en russe : Паперть) est, dans le domaine de l'architecture russe, un parvis ou une galerie couverte entourant, souvent de trois côtés (mais parfois du seul côté occidental) , une église, un édifice dédié au culte. Les papertes russes sont issus des narthex byzantins. Mais à Byzance ces galeries peuvent être ouvertes du fait du climat méditerranéen.   
Pour les édifices présentant un volume important, il peut exister des papertes à deux étages comme à la Collégiale de la Résurrection à Toutaïev. 

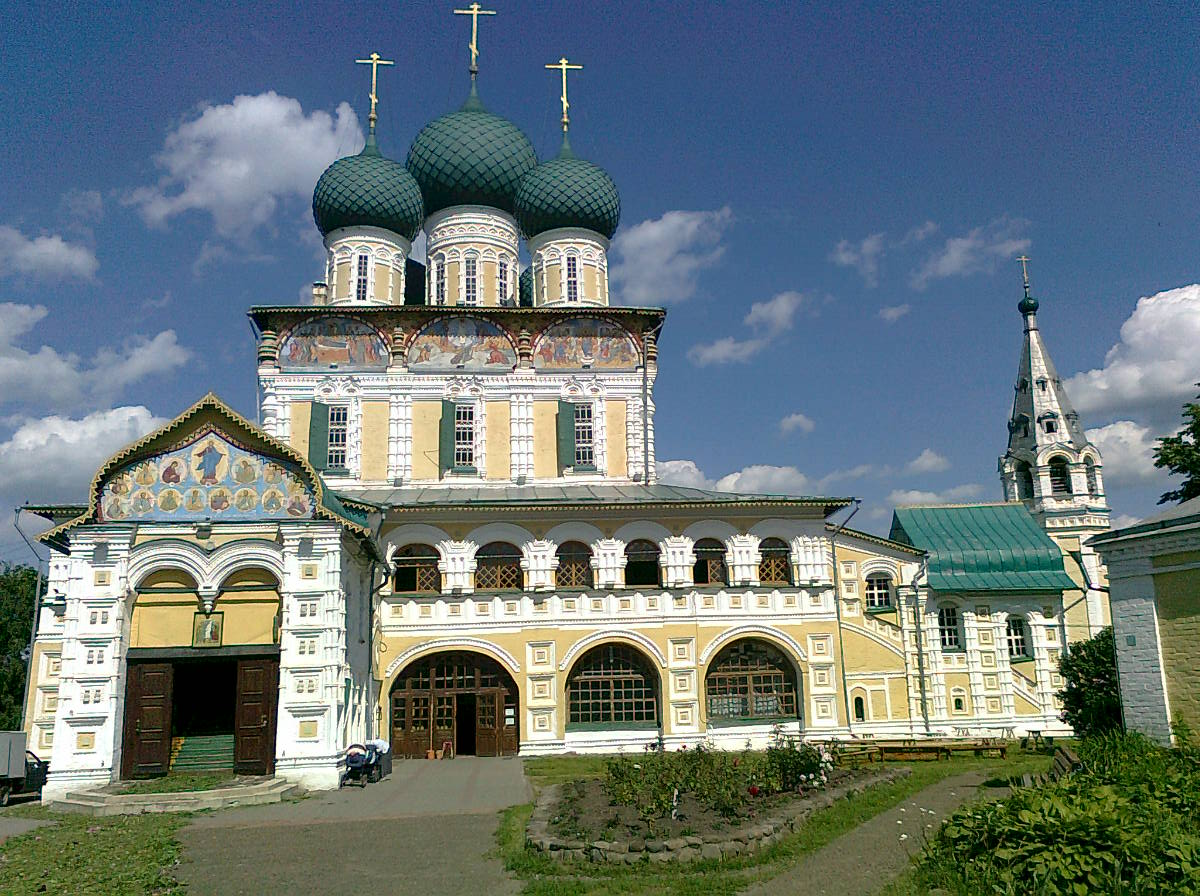
Paperte à deux étages et porche d'entrée à la Collégiale de la Résurrection.

Les espaces protégés des papertes permettent aux fidèles d'être à l'abri sans être au chœur même de l'église. Elles servent également de parloirs durant les longs offices religieux orthodoxes. Ces papertes, qui n'étaient à l'origine que d'étroits déambulatoires, deviennent à la fin du XVIIe siècle des galeries claires et spacieuses formant une ceinture sur trois côtés des églises et ouvertes sur l'extérieur par trois vastes porches. C'est un précieux agrandissement pour des églises parfois fort exiguës. Elles permettent par ailleurs aux fresquistes, de déployer leur art dans des sujets moins solennels que ceux situés autour des iconostases ou sur les piliers, au centre, à l'intérieur même des édifices. Les papertes offrent des surfaces murales où les peintres peuvent donner libre cours à leur fantaisie. Ils s'y sentent moins surveillés, moins esclaves des dogmes. C'est là que l'on voit apparaître pour la première fois des sujets allégoriques étrangers à la tradition byzantine. Les églises de l'École de Iaroslavl présentent de nombreux exemples de papertes. 

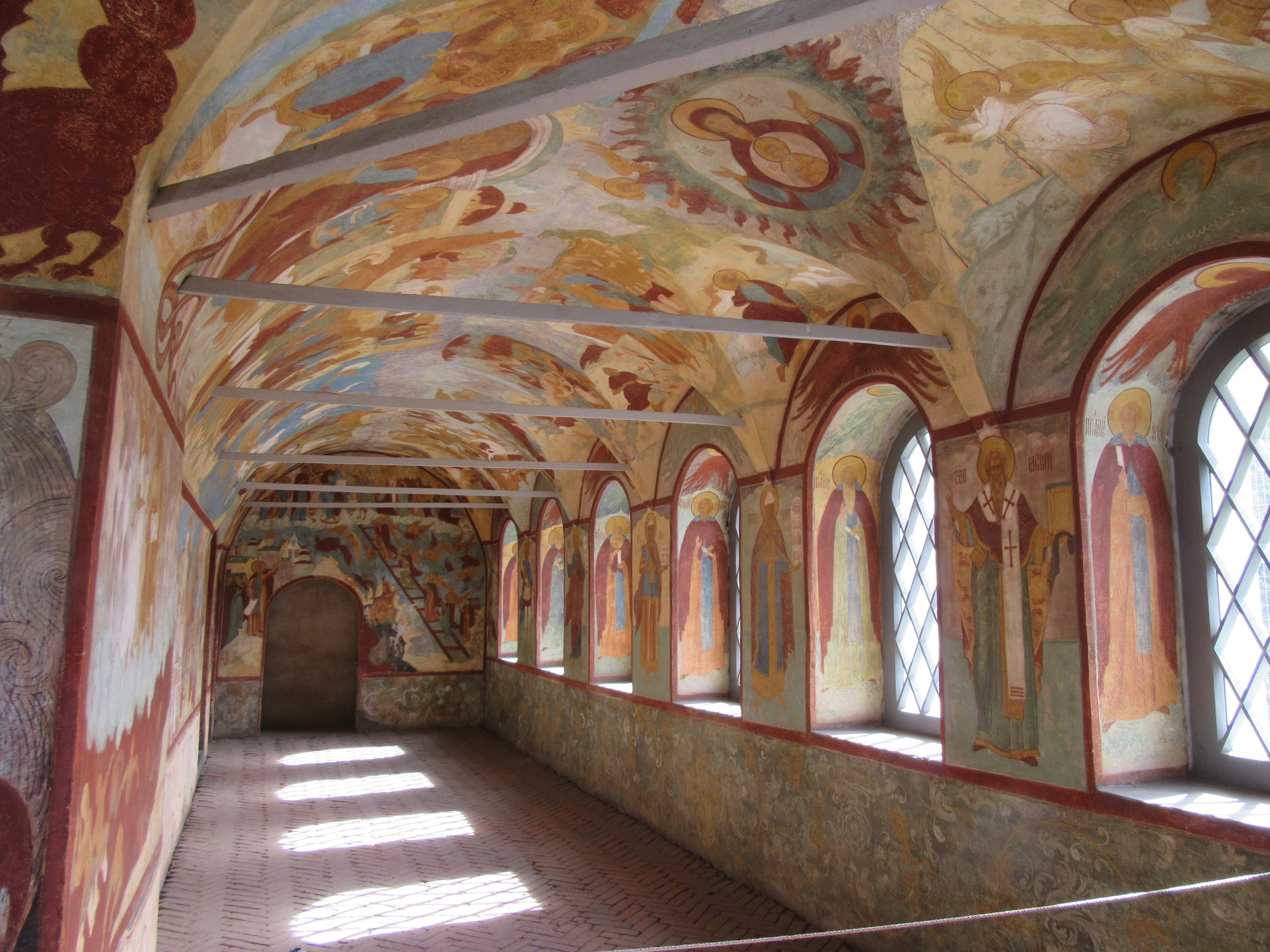
Paperty de l'église de la Résurrection à Rostov Veliki.